# Province d'Italia soppresse
Dall'unità d'Italia, entro le variazioni dei confini amministrativi, alcune province hanno mutato denominazione a seguito di trasformazioni territoriali, altre sono state soppresse del tutto.

## Province d'Italia soppresse
- L'antica provincia di Terra di Lavoro, soppressa nel 1927[1] e suddivisa tra le allora province di Roma, Napoli, Campobasso e Benevento e la neocostituita provincia di Frosinone. La provincia di Terra di Lavoro, istituita nel 1861 in seguito all'annessione dal Regno delle Due Sicilie, comprendeva buona parte dell'attuale Lazio meridionale (storicamente territorio campano, con il Circondario di Sora, Cassino, Pontecorvo e il Circondario di Gaeta), nonché tutta l'attuale provincia di Caserta, alcuni comuni oggi in provincia di Avellino e nella città metropolitana di Napoli (con la città di Nola), più parte delle province di Isernia e Benevento. Il capoluogo di provincia era Caserta.
- La provincia di Aosta (1927-1945) è stata una provincia del Piemonte, comprendente i circondari di Aosta e Ivrea; nel 1948 la parte corrispondente al circondario di Aosta è stata trasformata nella Regione Autonoma della Valle d'Aosta, che svolge anche le funzioni provinciali.

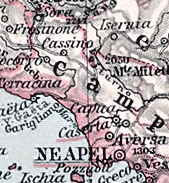
La Terra di Lavoro nel 1905

- Le province di Genova, Torino, Milano, Venezia, Bologna, Firenze, Roma, Bari, Napoli, Reggio Calabria, Messina, Catania, Palermo e Cagliari sono state sostituite nel 2015 dalle città metropolitane omonime. Il 16 aprile 2021 è stata istituita la Città metropolitana di Sassari, divenuta operativa dal 1° aprile 2025.
- Le province di Agrigento, Caltanissetta, Enna, Ragusa, Siracusa e Trapani sono state sostituite nel 2015 con gli omonimi liberi consorzi comunali.
- Le province di Carbonia-Iglesias, Medio Campidano, Ogliastra e Olbia-Tempio sono state abrogate nel 2016[2] in attuazione della riforma degli enti locali scaturita dai risultati dei referendum sardi del 2012. I territori delle prime due sono divenuti parte della nuova provincia del Sud Sardegna insieme ai comuni della provincia di Cagliari esterni alla omonima città metropolitana e al comune di Genoni proveniente dalla provincia di Oristano; quelli dell'Ogliastra sono stati inglobati nella provincia di Nuoro (tranne Seui che è andato al Sud Sardegna), così come quelli di Olbia-Tempio in quella di Sassari. Negli ambiti delle preesistenti province - ridenominate Zone Omogenee - è comunque garantito l'esercizio autonomo delle funzioni provinciali e l'erogazione dei relativi servizi, sia pure formalmente nell'ambito delle nuove suddivisioni provinciali, fino alla definitiva soppressione di tutte le province[3].
- Le province di Trieste, Gorizia e Pordenone, ai sensi della L.R. 26/2014 e successive modifiche, sono state messe in liquidazione dal 1º gennaio 2017 e definitivamente cancellate il 30 settembre 2017. La provincia di Udine è rimasta attiva fino al 22 aprile 2018. Le competenze provinciali sono state distribuite tra la Regione e le 18 Unioni Territoriali Intercomunali (UTI). I comuni di Trieste, Udine, Pordenone e Gorizia mantengono comunque le prerogative connesse alla qualificazione di "capoluogo di provincia" previste dalla normativa statale e regionale[4]. Le UTI furono soppresse nel 2020 ai sensi della legge regionale 21/2019[5] e sostituite dagli Enti di decentramento regionale, con ambito territoriale di competenza di ciascuno dei quattro enti corrispondente a quello delle rispettive province soppresse.[6]
- La provincia del Sud Sardegna è stata soppressa nel 2021,[7] nel 2025 in Sardegna viene de facto ripristinata la vecchia suddivisione provinciale antecedente al 2016: il territorio viene spartito tra la provincia del Sulcis Iglesiente di nuova istituzione (in luogo della vecchia provincia di Carbonia Iglesias), le province del Medio Campidano e dell'Ogliastra nuovamente in auge e la città metropolitana di Cagliari, la quale acquisisce la maggior parte dei comuni.

## Province non più sotto sovranità italiana

### Province giuliane e dalmate

Divisione amministrativa dell'Istria e del Quarnaro dal 1924 al 1943 con segnate la provincia di Trieste (colore verde), la provincia di Gorizia (blu), la provincia di Pola (giallo) e la provincia di Fiume (rosso)

- La provincia di Gorizia (1923-1943), delimitata a ovest dal fiume Iudrio (affluente occidentale dell'Isonzo, a est/nord-est dal crinale delle Alpi Giulie) e a sud. approssimativamente dal fiume Vipacco, comprendeva quasi tutto il corso dell'Isonzo (tranne il tratto finale con le zone di Monfalcone e Grado, all'epoca incorporate nella Provincia di Trieste), col bacino del fiume Idria (affluente orientale), il Collio e gli altopiani di Bainsizza, Selva di Tarnova e Selva di Piro; la Provincia non fu soppressa, ma fu privata della quasi totalità del suo territorio (esclusa la città di Gorizia, all'interno della quale corre tuttora il confine di stato e altri paesi come Gradisca d'Isonzo), e mantenuta in vita con l'assegnazione del territorio di Monfalcone e di Grado. Faceva parte del compartimento statistico della Venezia Giulia e la sua sigla automobilistica era GO.
- La provincia di Trieste (1923-2017), delimitata a nord dal fiume Vipacco ed estesa a ovest fino al tratto finale dell'Isonzo includendo le zone di Monfalcone e Grado, a est fino alla conca di Postumia e al crinale delle Alpi Giulie (esclusa la conca di Circonio) e a sud fino a includere Muggia, unico Comune istriano della Provincia, e il margine settentrionale della Cicceria. La Provincia cessò di esistere nel 1947 con la creazione del Territorio Libero di Trieste, comprendente la fascia costiera da Duino a Cittanova d'Istria; ritornò in essere nel 1954, essendo privata della quasi totalità del suo territorio, compresi Monfalcone, Grado e Sesana, e ridotta a 6 Comuni nella fascia costiera a ridosso del Carso, profonda circa 7,5±0,5 km. Faceva parte del compartimento statistico della Venezia Giulia e la sua sigla automobilistica era TS.
- La provincia di Pola (o dell'Istria) (1923-1943), comprendeva quasi tutta l'Istria storica con i centri di Pola, Dignano, Rovigno d'Istria, Parenzo, Cittanova d'Istria, Umago, Portorose, Pirano, Isola d'Istria, Capodistria, Buie d'Istria, Pisino e altri, nonché le isole Brioni e, sul lato occidentale del Carnaro, le isole di Cherso e Lussino e le isole minori vicine. Faceva parte del compartimento statistico della Venezia Giulia e la sua sigla automobilistica era PO, in seguito PL.
- La provincia di Fiume (o del Carnaro) (1924-1943), poi dal 1930 provincia del Carnaro comprendeva Fiume (escluso il sobborgo orientale di Sussak), la Liburnia (con la città istriana di Abbazia) e l'alta valle del Timavo (con la città di Villa del Nevoso). Nel 1941 la superficie della provincia del Carnaro verrà ampliata arrivando a comprendere anche l'Intendenza civile per i territori annessi del Fiumano e della Cupa (comprendente il retroterra fiumano con Zaule della Liburnia, la costa da Sussak a Buccari e, sul lato orientale del Carnaro, le isole di Veglia e Arbe con gli isolotti adiacenti). Faceva parte del compartimento statistico della Venezia Giulia e la sua sigla automobilistica era FU, in seguito divenuta FM.

Mappa del Governatorato della Dalmazia, con segnate la provincia di Zara (in verde), la provincia di Spalato (in arancio) e la provincia di Cattaro (in rosso scarlatto)

- La provincia di Zara (o della Dalmazia) (1920-1943), comprendeva fino al 1941 i pochi territori dalmati assegnati all'Italia nel 1919: il comune di Zara e le isole di Cazza e Lagosta (distanti 200 km da Zara), Pelagosa (distante 250 km da Zara) e l'isola di Saseno, di fronte a Valona, in Albania a ben 525 km da Zara. La provincia zaratina faceva parte del compartimento statistico della Venezia Giulia e la sua sigla automobilistica era ZA. Dal 1941 al 1943 essa venne estesa notevolmente, perdendo le sopracitate isole, ma comprendendo Zara e il suo entroterra (con le città di Sebenico, Scardona, Zaravecchia, Nona e Bencovazzo), più le isole davanti a Zara (tra cui l'Isola Lunga, le Isole Incoronate, Ugliano e Pasmano, che passarono tutte sotto amministrazione italiana, divenendo parte del Governatorato di Dalmazia.
- La provincia di Spalato (1941-1943) comprendeva le città di Spalato, Traù e Salona con il loro entroterra, più le isole di Solta (meno dunque la Brazza), Lissa, Curzola, Lagosta, Cazza, Pelagosa (queste ultime tre scorporate alla provincia di Zara alla quale appartenevano dal 1920), Bua e Meleda. Faceva parte del Governatorato di Dalmazia[8] e la sigla automobilistica era "Spalato".
- La provincia di Cattaro (1941-1943) comprendeva il territorio delle Bocche di Cattaro con i centri di Cattaro, Perasto, Castelnuovo di Cattaro ed un piccolo entroterra di circa 600 km² (la cosiddetta Crivoscia), seguendo grosso modo i vecchi limiti veneziani e austriaci, più l'isola di Saseno, di fronte alle coste dell'Albania vicino a Valona, quest'ultima scorporata dalla provincia di Zara di cui faceva parte dal 1920. Faceva parte del Governatorato di Dalmazia[8] e la sigla automobilistica era "Cattaro".

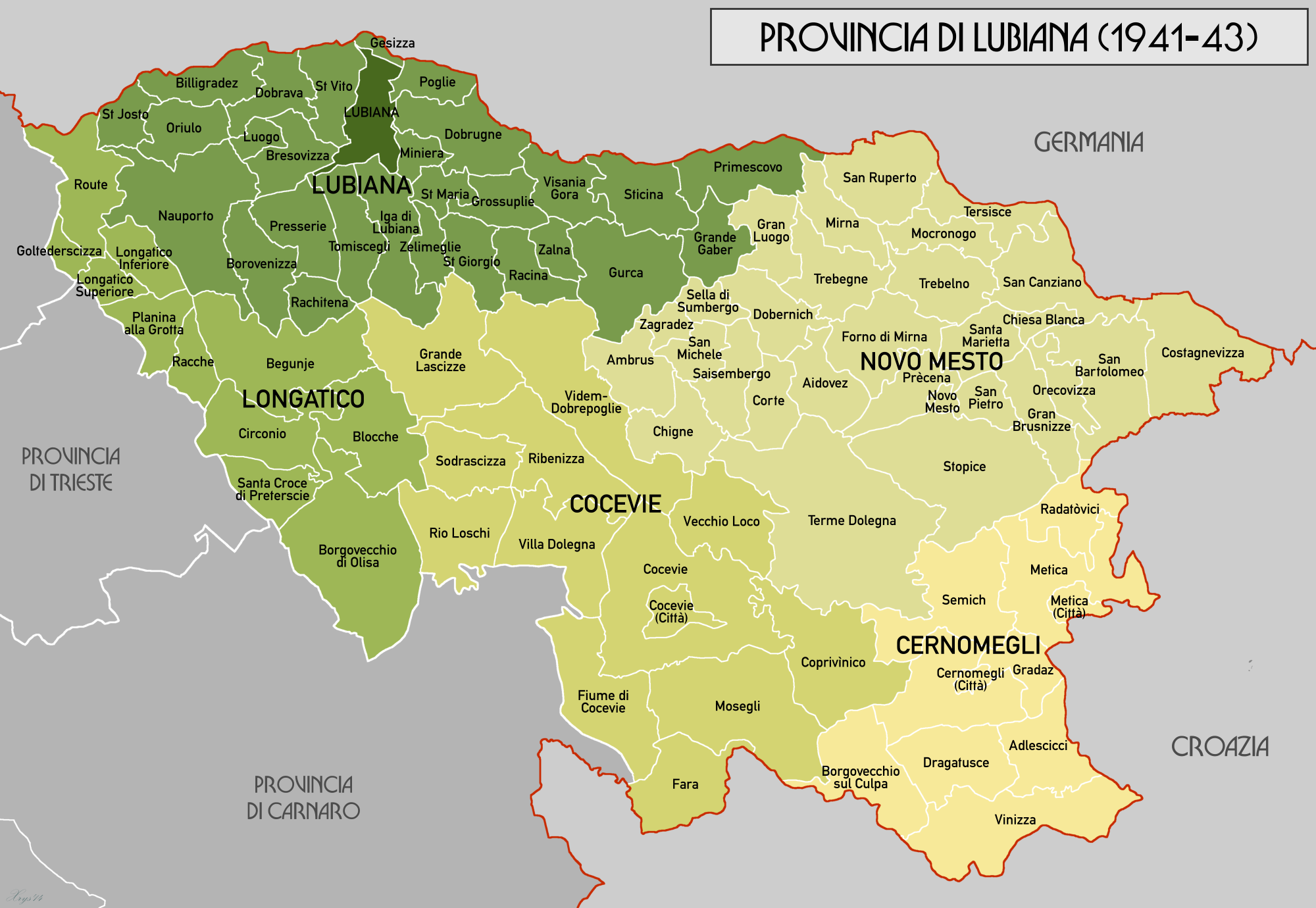
La provincia italiana di Lubiana (1941-1943), inclusa come provincia autonoma nel compartimento statistico della Venezia Giulia

- La provincia di Lubiana (1941-1943) comprendeva tutta la Slovenia centro-meridionale al di là del crinale alpino e aveva, essendo abitata da sloveni, come lingue ufficiali l'italiano e lo sloveno; le città principali erano: Lubiana, Kočevje (isola linguistica tedesca), Novo Mesto e Longatico. Fu inclusa nel compartimento statistico della Venezia Giulia[8] e la sigla automobilistica era LB.

## Province delle ex colonie italiane

### Province del Dodecaneso
- La provincia di Rodi (1923-1943) nelle Isole italiane dell'Egeo. Comprendeva tutta la colonia, a cui fu aggiunta l'isola di Castelrosso di fronte alla costa turca; il capoluogo era Rodi[9] e la sigla automobilistica era R, in seguito "Rodi".

### Province libiche
La Libia era divisa in 4 province e 1 territorio (Territorio Militare del Sud):
- La provincia di Tripoli che comprendeva gran parte della Tripolitania italiana. Il capoluogo era Tripoli, dove si concentravano in misura maggiore gli italiani che nella città rappresentavano la metà della popolazione. Centri importanti erano Zanzur, Zuara, Zavia e Nalut.
- La provincia di Misurata che comprendeva parte della Tripolitania e quasi tutta la Sirtica, il capoluogo era Misurata, città importanti erano Homs e Sirte.
- La provincia di Bengasi che comprendeva una piccola parte della Sirtica e metà della Cirenaica italiana, il capoluogo era Bengasi, città importanti erano Agedabia, Barce e Tolemaide.
- La provincia di Derna che comprendeva metà della Cirenaica, la Marmarica libica e l'oasi di Giarabub. Capoluogo era Derna, città importante era Tobruch.

### Province albanesi
Il Regno d'Albania fu occupato il 7 aprile 1939 dall'Italia e nel 1944 riconquistò l'indipendenza. Durante il protettorato italiano l'Albania era divisa in 13 province:
- La provincia di Scutari (capoluogo Scutari)
- La provincia di Kukës (capoluogo Kukës)
- La provincia di Alessio (capoluogo Alessio)
- La provincia di Debar (capoluogo Debar)
- La provincia di Durazzo (capoluogo Durazzo)
- La provincia di Tirana (capoluogo Tirana) dove aveva sede il Luogotenente Generale
- La provincia di Elbasan (capoluogo Elbasan)
- La provincia di Levani o provincia di Apollonia (capoluogo Levani)
- La provincia di Berati (capoluogo Berati)
- La provincia di Corizza (capoluogo Corizza)
- La provincia di Argirocastro (capoluogo Argirocastro)
- La provincia di Valona (capoluogo Valona)
- La provincia di Pristina o del Cossovo (capoluogo Pristina), aggiunta nel 1941